# Philipp Ludwig Hout
Philipp Ludwig Hout (* 18. September 1775 in Mannheim; † 8. Juni 1846 in Kreuznach) war ein preußischer Landrat im Kreis Kreuznach.

## Leben

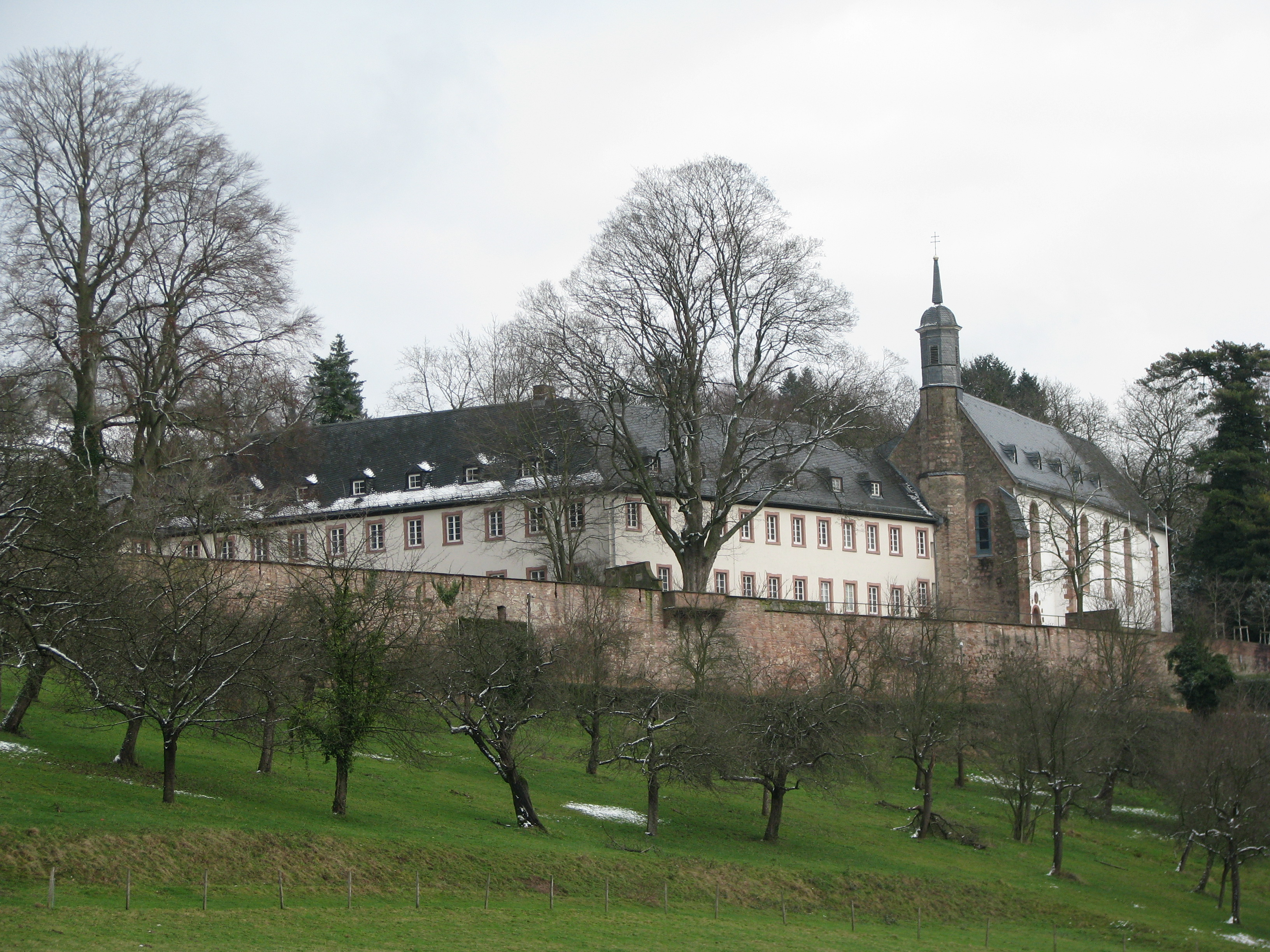
Stift Neuburg

Der katholische Hout war ein Sohn von Friedrich Joachim Hout aus Mannheim und dessen Ehefrau Maria Franziska Hout, geb. Gordine. Hout arbeitete zunächst in Hamburg als Kaufmann, bevor er in Heidelberg ein Studium der Land- und Volkswirtschaft aufnahm. Im Zeitraum von 1804 bis 1814 war er Gutsbesitzer, nachdem er während der Säkularisierung das Stift Neuburg erworben hatte. 1813/14 war er Privatdozent an der Universität Heidelberg und ab März 1814 war er ferner Direktor der pfälzischen Salinenverwaltung für die Saline Philippshall bei Bad Dürkheim sowie später auch für die Salinen in Münster am Stein und Kreuznach. 1817 war er als „Hilfsarbeiter“ (Hilfskraft) bei der Regierung Trier tätig, bevor er zum 1. November 1818 die landrätliche Verwaltung des Kreises Kreuznach übernahm, seine Vereidigung folgte am 8. Dezember 1818. Sein Vorgänger Damian Bitter war zugleich als Regierungsrat an die Regierung Koblenz versetzt worden. Nach gut 27 Dienstjahren in Kreuznach wurde er dort zum 22. April 1846 pensioniert. Sechs Wochen darauf stirbt er dort und wurde auf dem örtlichen Friedhof beigesetzt.
Als Landrat setzte er sich für die Förderung der Landwirtschaft u. a. durch die Einführung der Drahtrahmenerziehung im Naheweinbau 1837 ein. Weiter setzte er sich für eine Kommunalreform und fortschrittliche Verkehrsverbindungen ein und reduzierte zusätzlich noch die Verschuldung des Kreises um 95 %. In seiner über 27 Jahre dauernden Amtszeit wurden 44 Schulen und 6 Kirchen errichtet.

## Familie
Philipp Ludwig Hout heiratete am 13. Februar 1809 in Mannheim Antonie Weber (* um 1772 in Mannheim; † 5. September 1841 in Kreuznach), Tochter des kurpfälzischen Hofgerichtsrates in Mannheim Friedrich Weber und dessen Ehefrau Catharina Weber, geb. Jordan († in Kreuznach). Hout war ein Schwager des Musiktheoretikers Gottfried Weber und sein Schwiegersohn  der Badearzt Dr. Carl Friedrich Engelmann war Trauzeuge für Karl Marx. Verheiratet war Carl (Karl) Friedrich Engelmann (* 28. März 1807 in Münstermaifeld; † 1. Oktober 1868) mit der Tochter Maria Franziska Hout (* 29. März 1809 in Mannheim; † 6. März 1890 in Kreuznach).

## Schrift
- Bemerkungen zu dem Entwurfe der Städte- und Communal-Ordnung des fünften Ausschusses des Rheinischen Provinzial-Landtages, Kreuznach 1827.[9]